# 居文沛
居文沛（1975年9月6日—），女，湖北武穴人，中国主持人。现为CCTV-6节目《世界电影之旅》的主持人，亦是澳门卫视特邀主持人。居文沛不仅担任过多个电视节目的主持人，也出演过不少影视剧，在音乐创作和教育上也有造树。

## 生平
1986年，居文沛进入上海音乐学院附属小学，1995年升入上海音乐学院，攻读作曲指挥专业。此后一直担任影视歌曲幕后创作和音乐总监。1999年6月，居文沛获得了“朵而女性新主持人大赛”上海赛区的冠军，从而以主持人的身份进入演艺圈。2000年5月，她开始在上海教育台主持《汽车时代》节目，9月又来到澳门卫视主持《酷片下载》、《聊斋秀》、《E速感光》等节目，有了一定的知名度。2001年6月，来到中央电视台，担任CCTV-11《戏中有戏》栏目的主持人，12月，开始在CCTV-6主持《世界电影之旅》。

## 演出

### 电影
- 2007年《侠侣探案之天阳迷案》
- 2007年《无梦之年》
- 2008年《即日启程》[3]
- 2009年《孤岛秘密战》
- 2009年《谍战玫瑰》
- 2009年《旭东》
- 2010年《囧探佳人》
- 2010年《康定情歌》[3]

### 电视剧
- 2000年《日出东方》
- 2001年《似是故人来》又名《我的三个女友》
- 2002年《玫瑰黑客》
- 2003年《出乎意料》
- 2003年《琴岛之恋》
- 2003年《黑色金三角》
- 2006年《我是有情人》
- 2008年《邓子恢》
- 2009年《我叫刘跃进》

### 音乐作品
- 《绿卡族》1997年
- 《真假英雄兄弟情》
- 《千年之战》
- 《男孩向前冲》
- 《生死卧底》
- 《临界十二天》
- 《妈妈再爱我一次》
- 《生死英雄》
- 《售楼小姐》
- 《天边外》
- 《钻石王老五》
- 《不可触摸的真情》
- 《傅抱石》
- 《蛋白质女孩》
- 《谁能相倚》
- 《密令》
- 《我知道悲伤的晚上》
- 《寻找成龙》
- 《夜·店、夜店、超市》

## 荣誉
- 2008年腾讯2008“星光大典”最具潜力电影演员奖（《即日启程》）
- 2009年腾讯2009“星光大典”年度跨界艺人
- 2010年第六届中美电影节最佳女演员奖（《康定情歌》）
- 第32屆中國電影金雞獎最佳音乐
- 第18届华表奖优秀电影音乐